# Свод мозга
Свод мозга (лат. fornix) — совокупность двух изогнутых тяжей белого вещества головного мозга, расположенных под мозолистым телом, соединённых в средней части в виде тела свода, а спереди и сзади расходящихся, образуя соответственно столбы свода и ножки свода. Треугольная пластинка белого вещества, спайка свода, состоит из волокон, соединяющих правый и левый гиппокампы. Свод также соединяет сосцевидные тела с ними.

## Иллюстрации

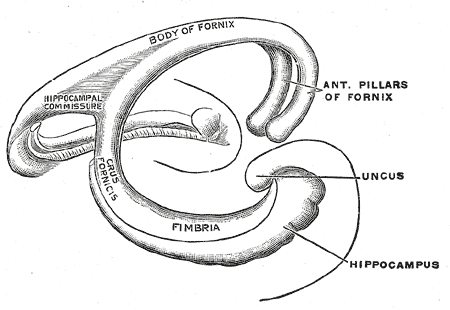
Свод мозга.